# Bruder-Klaus-Kirche (Konstanz)

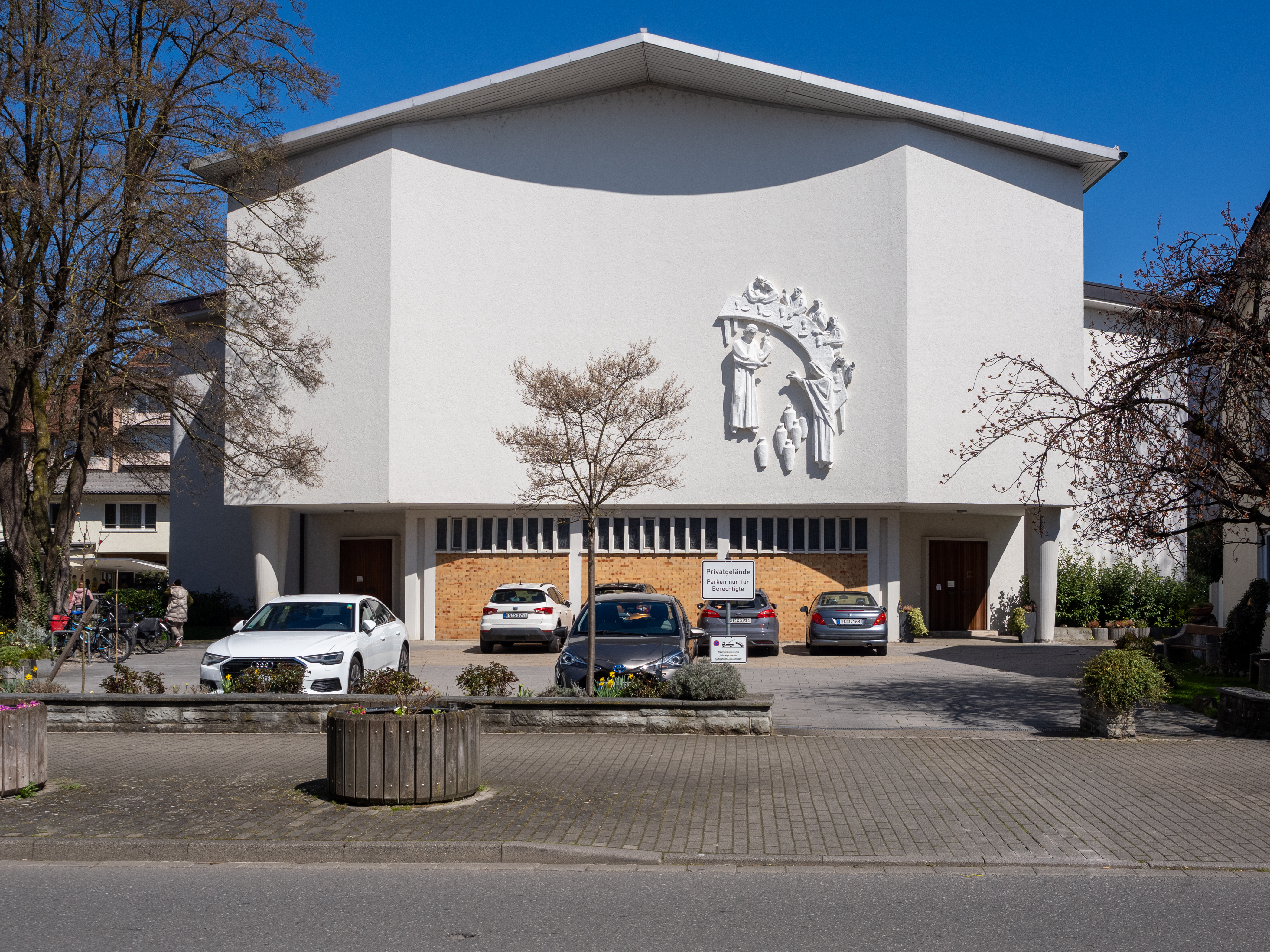
Bruder-Klaus-Kirche in Konstanz

Die Bruder-Klaus-Kirche ist ein katholischer Sakralbau im Stadtteil Petershausen in Konstanz am Bodensee. Sie gehört zur Seelsorgeeinheit Konstanz-Petershausen.

## Geschichte
Die Kirche war das erste Gotteshaus, das nach dem Zweiten Weltkrieg in Konstanz errichtet wurde (fertiggestellt 1956). Als Schutzpatron wählte man Bruder Klaus, um zum einen ein Mahnmal für den Frieden zu errichten, zum anderen aber an sein Wirken zu erinnern: Er war es, der 1482 als Vermittler in einem Streit zwischen Konstanz und der Landvogtei Thurgau schlichtete.

## Architektur

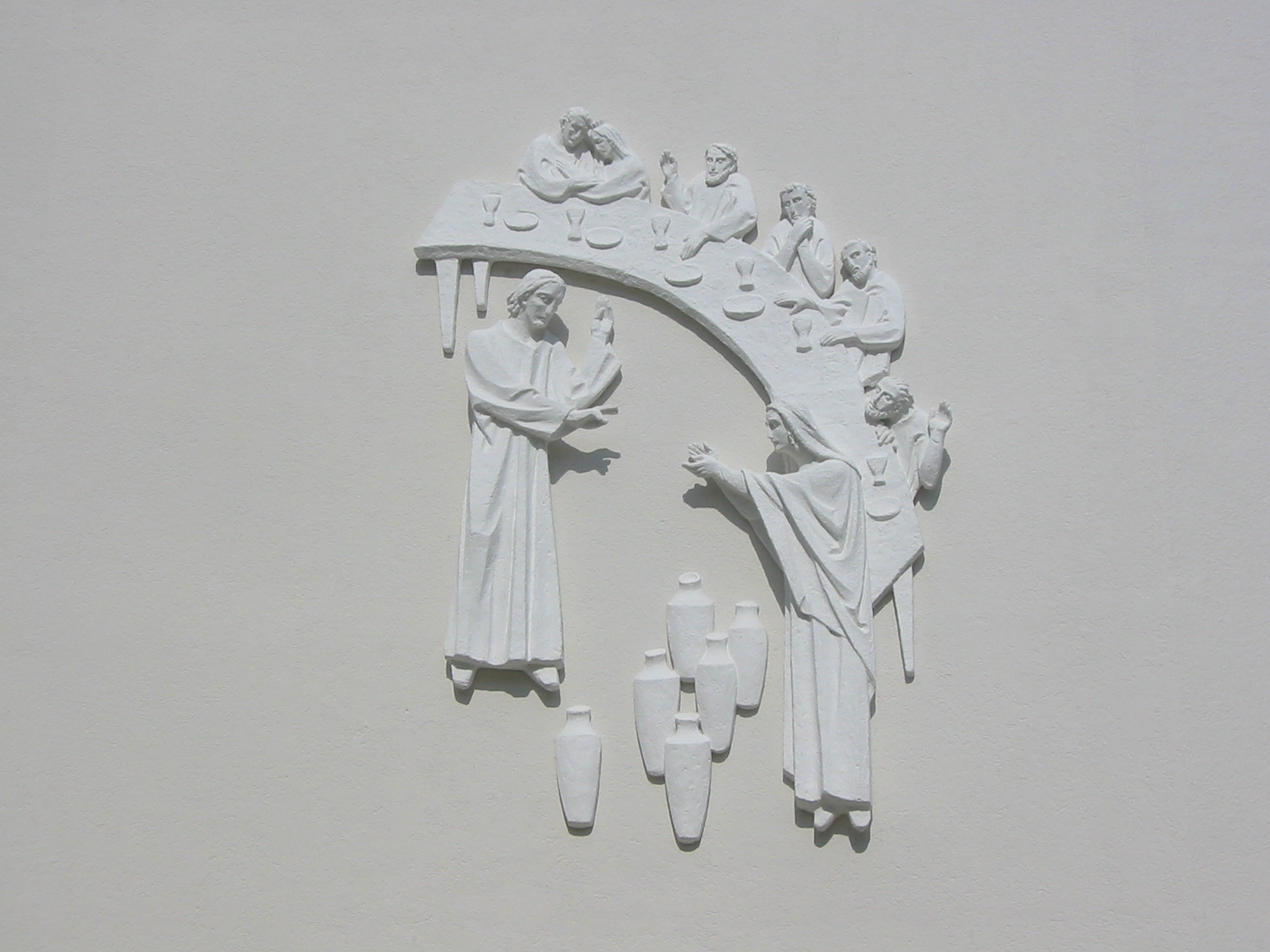
Relief Hochzeit zu Kana von Emil Sutor

Der schlichte, im Grundriss leicht trapezförmige Bau spiegelt die leichte Architektur der 1950er Jahre wider. Das Bauwerk wurde in Stahlbeton ausgeführt, die Fassade ist weiß gestrichen. Die Front ist im Sockelbereich mit bräunlich-gelben Klinkern verkleidet. Rechts oberhalb dieses dreigeteilten Sockels befindet sich eine Großplastik des deutschen Bildhauers Emil Sutor, der auch den „Bambi“ schuf. Zu sehen ist die Hochzeit zu Kana, wobei die sechs abgebildeten Krüge sinnbildlich für die alltäglichen Sorgen der Menschen stehen, die Jesus Christus im „sonntäglichen Gottesdienst in Gnade, Kraft und Segen für den Alltag des Lebens“ wandeln soll. Die insgesamt 27 farbigen Fenster an der Front zeigen Visionen von Bruder Klaus. Dahinter befindet sich eine kleine Kapelle, die mit einer Glaswand von der Kirche abgetrennt ist. Links vor dem Gebäude befindet sich ein schlanker, ebenfalls weißer Kirchturm. Er ist rund 34 Meter hoch und mit drei Ringen verziert. In ihm befinden sich drei Glocken sowie eine Uhr.

## Ausstattung
Das Altarkreuz zeigt Heilige aus der Region, wie beispielsweise Gebhard von Konstanz, Heinrich Seuse und Bruder Klaus. Es wurde vom Lindauer Künstler Willi Veit gestaltet. Hinter dem Altar befindet sich ein großformatiges, ein die gesamte Rückwand umfassendes Relief des Bildhauers Oscar Steidle mit Jesus Christus zum Zeitpunkt der Parusie. Die Reiser-Orgel aus dem Jahr 1960 verfügt über drei Manuale mit 35 Register und insgesamt 2.402 Pfeifen.